# Aert van der Goes
Aert van der Goes (Delft 1475 -1 november 1545) was een Nederlands raadpensionaris.

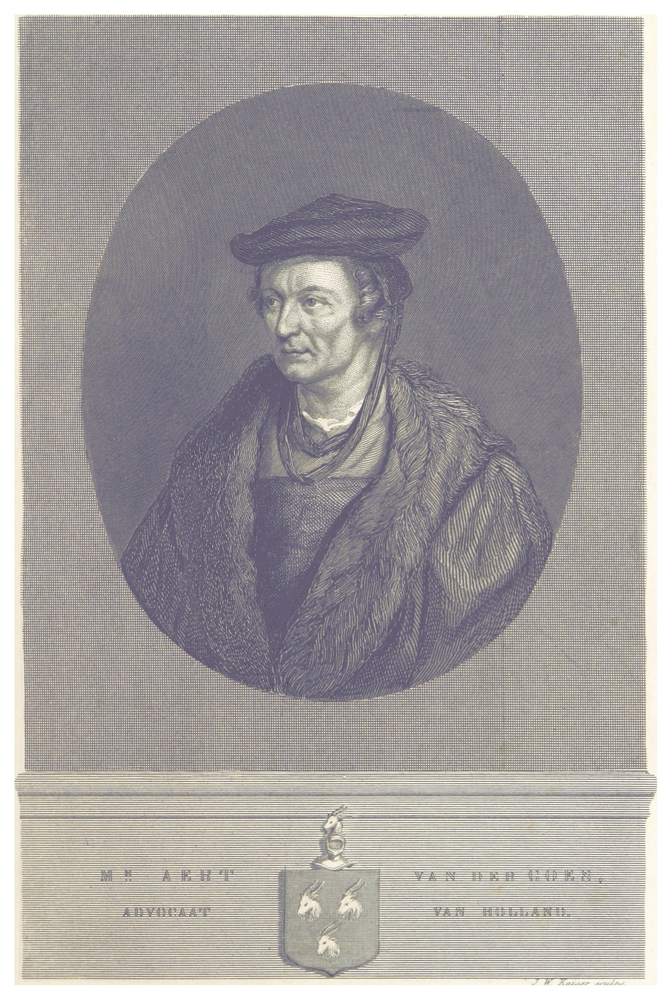
Aert van der Goes

Aert van der Goes studeerde aan de universiteit van Leuven. Hij was advocaat en pensionaris van Delft (1508-1525). Van mei 1525 tot januari 1544 was hij landsadvocaat (raadpensionaris) van de Staten van Holland. Hij schreef het Register van de Dachvaerden der Staten's Lands van Holland waarin hij de gebeurtenissen tijdens de vergaderingen van de Staten vastlegde.

## Familie
Aert van der Goes was een zoon van Witte van der Goes. Zijn eerste huwelijk was met Barbara van Herwijnen. Na haar dood trouwde hij met Margaretha van Banchem. Uit zijn eerste huwelijk wordt zoon Aert van der Goes de jonge geboren. Deze Aert werd advocaat voor de Grote Raad van Mechelen. Uit het huwelijk met Margaretha van Banchem werd een zoon Adriaen en een dochter Geneviëve geboren. Adriaen volgde hem op als raadpensionaris van Holland. Dochter Geneviëve trouwde met Everhard Nicolai, die later president van de Grote Raad van Mechelen zou worden.

## Wapen
Wapen van het geslacht Van der Goes: in zwart drie goud-gehoornde zilveren bokkenkoppen, het helmteken een zilveren bokkenkop tussen twee zilveren fazantveren